# انتخابات الرئاسة المونتينيغرية 2013
انتخابات الرئاسة المونتينيغرية 2013 هي الانتخابات الرئاسية التي جرت في 7 أبريل 2013، في الجبل الأسود، لانتخاب رئيس الجبل الأسود، فاز بالانتخابات فيليب فويانوفيتش.